# Adech
Adech è un film fantastico del 2014 diretto da Alessandro Cecchini.

## Trama
Sofia ha trovato una cura per tutte le malattie e vuole donarla per il bene dell'umanità, ma ci sono persone, guidate dal dottor Primarius, che cercano di ostacolarla. Intanto il professore Giovanni Cardini aiutato dalla giornalista Sandra Neri, indagando su Sofia, scoprono il mistero nascosto dietro questa panacea. Sofia, ha un dono magico e grazie a particolari poteri riesce a sviluppare la capacità di trasferirsi con la sua anima in altre dimensioni, dove incontrerà il maestro Alchemicus, un angelo che la aiuterà a realizzare la cura. In seguito, grazie ad un gruppo di amici che condividono il pensiero di Sofia fondano una nuova materia di studio, destinata alle generazioni future, che unisce scienza e fede. Prima che questo progetto di unione fra scienza e fede venga attuato, Il dottor Primarius deciderà di far uccidere Sofia e tutti i suoi amici. Il professore Giovanni Cardini avendo continuato ad indagare su Sofia, pubblicherà un libro intitolato Adech, un vocabolo coniato da Paracelsoe sarà un libro destinato alle generazioni future. Tutti i personaggi di questo del film sono metaforici e simbolici.

## Produzione
Il film è stato girato in prevalenza nei comuni di Pistoia, Firenze e Scandicci, in particolare: la Biblioteca Forteguerriana, Piazza della Sala, il museo di Pistoia sotterranea, il rifugio bellico di Campo Tizzoro (San Marcello Pistoiese) a Pistoia: la Biblioteca delle Oblate, la facoltà di ingegneria di Firenze, il Parco Robert Baden-Powell a Firenze; il Castello dell'Acciaiolo a Scandicci e il cimitero monumentale di Lastra a Signa.

## Distribuzione
Il film è stato presentato all'UGU Film Festival 2015, al Festival del Cinema Fantastico di Torremolinos 2015 e al 12 Months Film Festival 2016 dove ha raggiunto la seconda posizione. In Italia è stato proiettato in anteprima nazionale il 25 novembre 2014.
Nel 2016 viene distribuito in formato DVD e dal 2021 in streaming.